# Гебель Олександр Робертович
Гебель Олександр Робертович (16 листопада 1950 , Караганда  — 21 січня 2025 , Бремергафен, Бремен ) — радянський та український джазовий музикант, саксофоніст, аранжувальник, композитор, керівник оркестру. Заслужений працівник культури України (1995).

## Біографія
Народився 16 листопада 1950 року в місті Караганда.
1969 року закінчив Харківське музичне училище за класом баяна. У 1969—1997 роках — викладач у дитячій музичній школі № 10 у Кривому Розі.
У 1980 році закінчив музичний факультет Криворізького державного педагогічного інституту.
1980 року в Кривому Розі організував дитячий джаз-оркестр з яким з 1989 року виступав на фестивалях у Фінляндії, Німеччині, Швеції, Болгарії; гастролював у Німеччині, Австрії, Данії, Швеції; писав аранжування для оркестру. Дитячий оркестр відзначався «дорослим» звучанням, балансом інструментальних груп, оригінальним репертуаром. Оркестр став пам'яткою Кривого Рогу та України. Найкращі композиції: «Не все так просто», «Примарний Копенгаген», «Прогулянка зоопарком», «Джаз-вальс».
Також створив у Кривому Розі діксіленд та вокальний ансамбль «Джаз-хорал», які у 1980—1990-х роках виступали на вітчизняних та зарубіжних музичних фестивалях.
У 1987—1997 роках — організатор та директор фестивалю «Горизонти джазу» у Кривому Розі.
1997 року переїхав на постійне місце проживання до Німеччини, де 1999 року організував оркестр традиційного джазу в Тюрінгії.
Помер 21 січня 2025 року в місті Бремергафен після тяжкої та тривалої хвороби.

## Нагороди
- Заслужений працівник культури України (1995).